# Битва за борщ

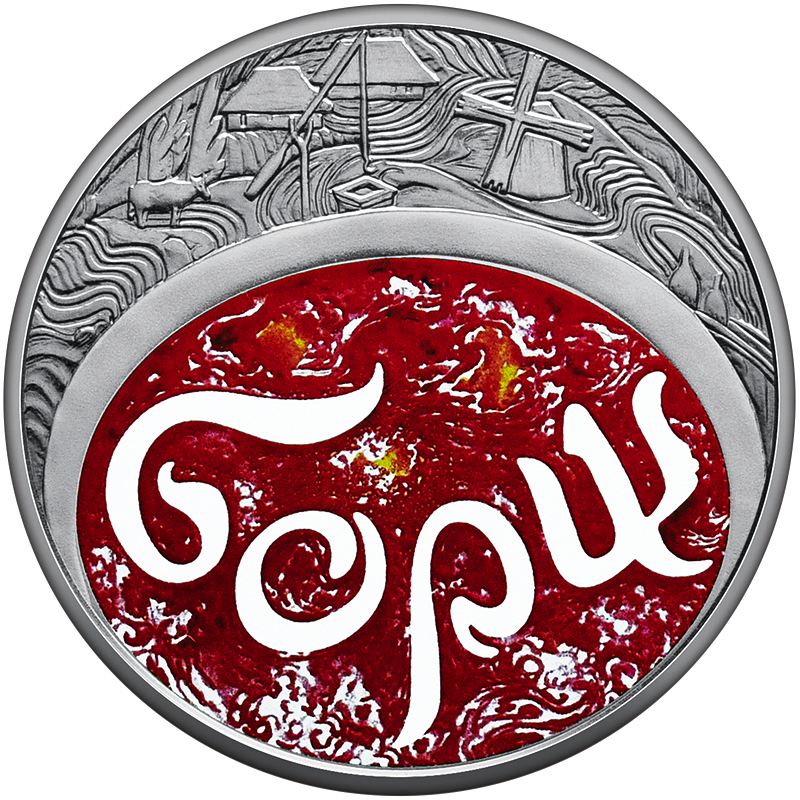
Ювілейна монета «Український борщ», 2023 року, реверс, номінал — 5 грн

«Битва (боротьба, війна) за борщ» або «борщова війна» — публічне обговорення (протягом 2019—2022 років) між владою й представниками України та РФ щодо того, до чиєї національної спадщини належить страва борщ. У ході інформаційної кампанії український борщ увійшов до Репрезентативного списку нематеріальної культурної спадщини людства ЮНЕСКО.

## Історія

### Початок конфлікту
У 2019 році на сторінці МЗС РФ у Твіттері (Х) було викладено повідомлення, в якому заявлялося, що борщ є «однією з найвідоміших російських страв та символом традиційної російської кухні».
Після цього в соціальних мережах, зокрема Твіттері, спалахнули суперечки, якій країні належить національна страва борщ. У результаті питання «чий борщ?» в обох країнах став майже таким самим маркером свій-чужий, як і питання «чий Крим?».

### Дії учасників
Для розв'язання кулінарного конфлікту на користь України кухар Євген Клопотенко разом з Мінкультом України ініціював інформаційну кампанію з метою внесення страви до переліку української нематеріальної культурної спадщини. На думку кулінара, «борщ є частиною української національної ідентичності нарівні з мовою». Кампанія мала на меті запобігти присвоєнню росіянами української національної страви. Серед причин початку «битви за борщ» стали згадки борщу як російського супу в меню закладів різних країн.
6 жовтня 2020 року борщ було внесено до Національного переліку елементів нематеріальної культурної спадщини України.
У грудні 2020 року міжнародний ресторанний рейтинг Michelin вніс борщ до списку російських страв. Згодом представники рейтингу вибачилися за помилку.
Наступним кроком кампанії було внесення борщу до списку нематеріальної спадщини ЮНЕСКО. Організація розглядала заявку півтора року.
5 березня 2021 року під егідою Міністерства культури було приготовлено 25 борщів за рецептами кожного з українських регіонів на Кіностудії Довженка. Трансляція відбувалася онлайн на YouTube-сторінці «Інституту культури України» та Facebook-сторінці Міністерства культури. Подія стала частиною кампанії з подання заявки до ЮНЕСКО.
За словами ініціаторів кампанії, до списку не подаватиметься єдиний рецепт борщу, оскільки є велика кількість варіантів страви, що зумовлено регіоном та сімейною традицією приготування. Статті про «битву за борщ» з'явилися у різних зарубіжних видань серед яких The Times, The Washington Post, The New York Times тощо.
На тлі повномасштабного російського вторгнення в Україну, у квітні 2022 року прес-секретар МЗС РФ Марія Захарова обґрунтувала наявність «нацизму та ксенофобії» в Україні тим, що в кулінарних книгах борщ називають українською стравою. Офіційний спікер зовнішньополітичного відомства РФ запевняла, що в Україні забороняються деякі кулінарні книги, проте не надавши жодних доказів.

### Результат
1 липня 2022 року на 5-му позачерговому засіданні Міжурядового комітету з охорони нематеріальної культурної спадщини український борщ увійшов до Репрезентативного списку нематеріальної культурної спадщини людства ЮНЕСКО.